# Liuvan Herrera Carpio
Liuvan Herrera Carpio (Fomento, Cuba, 30 de noviembre de 1981) es un poeta, ensayista y editor cubano. Miembro de la llamada Generación 0. Autor de poemarios identificados por discursos que transitan de la reescritura bíblica al realismo conversacional y por la asunción tanto de la prosa como del versolibrismo. Así también, su obra ensayística e investigativa se ha preocupado por el estudio de altas voces de la literatura cubana -Dulce María Loynaz, Fina García Marruz- y por sus contemporáneos: Sigfredo Ariel, Legna Rodríguez Iglesias, Oscar Cruz, Jamila Medina Ríos, Sergio García Zamora, entre otros.

## Trayectoria
Liuvan Herrera Carpio publica su primer poemario Entre dos cristos en 2005. Su ensayo La sencilla palabra. Franciscanismo poético en la obra de Dulce María Loynaz integra la bibliografía sobre esta autora en el Instituto Cervantes. Junto a su labor como escritor ha ejercido la docencia en la Universidad Central de Las Villas y en la Universidad Nacional de Chimborazo en Ecuador, donde actualmente reside. Su poesía ha sido traducida al inglés por Katherine M. Hedeen y Víctor Rodríguez Núñez.

## Obras

Obras de Liuvan Herrera Carpio

- Entre dos cristos. Ediciones Luminaria. Sancti Spíritus, Cuba, 2005.
- Animales difuntos. Ediciones Sed de Belleza. Santa Clara, Cuba, 2006.[2]
- Discurso del hambre mientras se marchitan dos ciudades. Ediciones Vigía. Matanzas, Cuba, 2009. Premio Nacional de Poesía América Bobia 2008.
- Muertos breves. Ediciones Ávila, Ciego de Ávila, Cuba, 2011. Premio Eliseo Diego, 2010.
- Flashes. Ediciones La Luz, Holguín, Cuba, 2011.
- La sencilla palabra. Franciscanismo poético en la obra de Dulce María Loynaz. Editorial Letras Cubanas, La Habana, Cuba, 2012. Premio Pinos Nuevos.
- Dulce María Loynaz: poética franciscana. Editorial Unach, Riobamba, Ecuador, 2015.
- Diez punzadas: ensayos y recensiones. Editorial Unach, Riobamba, Ecuador, 2015.
- Poesía cubana, el margen como centro. Editorial Unach, Riobamba, Ecuador, 2017.
- Oración de las moscas y otros poemas. Buenos Aires Poetry, Argentina, 2020.[3]

## Antologías en las que ha participado
- La dicha enferma. Antología de los premios de Reseña Crítica Literaria Segur 1999-2009. Ediciones Mecenas, Cienfuegos, Cuba, 2010.
- 25 poetas jóvenes por la conquista de un lector. Revista El Mar y la Montaña, Guantánamo, Cuba, diciembre de 2011.
- El libro verde. Festival Internacional de Poesía de La Habana, Cuba. Instituto Estatal de Cultura de Tabasco, México, 2011.
- Las ondulaciones permanentes: última poesía cubana. Proyecto Literal, México, 2013.[4]
- La calle de Rimbaud. Nuevos poetas cubanos. Ediciones Aldabón, Matanzas, Cuba, 2013.
- Poesía cubana actual. Revista Punto de Partida, Universidad Nacional Autónoma de México, México, 2014.[5]
- El árbol en la cumbre. Nuevos poetas cubanos en la puerta del milenio. Editorial Letras Cubanas, La Habana, Cuba, 2014.
- 15 de un golpe (instantánea de poesía cubana). Atarraya Cartonera, Puerto Rico, 2015.
- Poetas del tiempo. Antología poética del Primer Encuentro Internacional de Poetas “Germán Cardona Cruz”. Universidad Central del Valle del Cauca, Colombia, 2017.[6]
- Once jóvenes poetas cubanos. Buenos Aires Poetry, Buenos Aires, Argentina, 2017.[7]
- Generation Zero: New Cuban Poetry. Kenyon Review, Ohio, USA, Jan/Feb 2018.
- Lenguas de marabú. Poesía cubana del siglo XXI. Editorial Polibea, Madrid, España, 2018.[8]
- Una Cuba de bolsillo. Mapa de la poesía en los años cero. Rialta Magazine, Querétaro, México, 2018.[9]
- Crítica, memoria e imaginación de la literatura latinoamericana. Centro de Publicaciones Pontificia Universidad Católica del Ecuador, Quito, Ecuador, 2018.
- En el secadero de almas: poesía cubana de la Generación 0/ In the drying shed of souls: poetry from Cuba´s Generation Zero. The Operating System, New York, USA, 2019.[10]
- Poesía en Paralelo Cero. Ministerio de Cultura y Patrimonio. Instituto de Fomento de las Artes, Innovación y Creatividades, Quito, Ecuador, 2020.

## Premios literarios
- Premio Nacional de Poesía América Bobia 2008
- Premio Nacional de Reseñas Críticas Segur 2009[11]
- Premio Nacional de Poesía Eliseo Diego 2010
- Premio Nacional de Ensayo Eliseo Diego 2012
- Premio Pinos Nuevos de Ensayo 2012[12]